# Bender Meraio
Bender Meraio (in lingua somala Bandar Murcaayo), è una città della Somalia situata sul Golfo di Aden nella regione di Bari.
Durante l'epoca coloniale italiana fu sede di "delegazione di spiaggia" del Regio Corpo delle capitanerie di porto.